# 2504 Gaviola
2504 Gaviola је астероид главног астероидног појаса чија средња удаљеност од Сунца износи 2,766 астрономских јединица (АЈ).
Апсолутна магнитуда астероида је 12,1.